# Jack Lantier
Cet article possède un paronyme, voir Jacques Lantier.
Pour les articles homonymes, voir Lantier (homonymie).
André de Meyer, dit Jack (ou Jacques) Lantier, né le 8 janvier 1930 à Paris 20e et mort le 27 octobre 2024,, est un chanteur français.

## Biographie

### Carrière
Jack Lantier commence sa carrière dans les années 1950 en interprétant le répertoire d'Yves Montand, d'André Claveau ou de Charles Trenet. Il chante également dans La Route fleurie aux côtés de Georges Guétary.
En 1955, il participe à l'émission de radio de Jean Chouquet sur Paris Inter, Dimanche dans un fauteuil. Il y chante Frou-frou, La Petite Tonkinoise, Roses de Picardie et Parlez-moi d’amour.
En 1969, il signe un contrat avec la maison de disques Vogue. Il va alors enregistrer les grands succès de la chanson française comme La Chanson des blés d'or, Le Temps des cerises, Nuits de Chine, Ah ! le petit vin blanc, La Paimpolaise, Sous les ponts de Paris, Vous êtes si jolie, Ramona, Les Roses blanches, Maman la plus belle du monde, Chantez, chantez grand-mère, Une noce à la cascade, sans oublier La petite église, Fascination et bien d'autres encore.
Sa voix se prêtant bien aux romances et belles chansons d'autrefois, Jack Lantier connaît un énorme succès et permet à ces chansons d'être à nouveau sur toutes les lèvres.
Il fait de nombreuses apparitions à la télévision. Pascal Sevran l'invite régulièrement, dans les années 1980, dans son émission La Chance aux chansons avant qu'il ne mette fin à sa carrière. Il a également participé à l'émission de radio Les Grosses Têtes, de Philippe Bouvard.
Jack Lantier apparaît régulièrement à la télévision française dans les émissions souvenirs sur les années 1980.

## Discographie

### Albums studio
Source : Discogs
- 1969 : Tendres Rengaines
- 1970 : Charmes d'amour
- 1971 : Valses viennoises
- 1972 : Jack Lantier chante Paul Delmet
- 1972 : Jack Lantier chante Noël
- 1973 : Les Valses de la belle époque
- 1973 : Femmes, que vous êtes jolies
- 1974 : Les Roses blanches
- 1974 : Jack Lantier chante l'opérette
- 1975 : La Chapelle au clair de lune
- 1976 : Romances et sérénades
- 1977 : Chansons de films
- 1977 : Chansons roses, chansons bleues
- 1978 : Bonne fête ! Joyeux anniversaire !
- 1978 : Nos souvenirs
- 1979 : Douce France
- 1979 : Parlez-moi d'amour
- 1979 : La Petite Église
- 1980 : Jack Lantier chante Vincent Scotto
- 1980 : Les Trois Roses
- 1981 : Fascination
- 1981 : Amor, Amor...
- 1981 : Au jardin de la mélodie
- 1982 : Jack Lantier chante Théodore Botrel
- 1982 : Parfum Tango
- 1982 : Nouvelle Édition
- 1983 : Chansons vécues
- 1984 : Couleur tango
- 1984 : Ah ! C'qu'on s'aimait
- 1984 : Amoureuse
- 1987 : Un souvenir